# Scipionyx
Scipionyx és un gènere representat per una única espècie de dinosaure teròpode celurosaure que va viure a mitjan període Cretaci, fa aproximadament 113 milions d'anys, a l'Albià, en l'actual Europa. El nom prové de la paraula llatina Scipio, per Scipione Breislak, el geòleg que fes la descripció del lloc on se'n trobà el fòssil, i per Escipió, vencedor d'Aníbal Barca en les Segona Guerra Púnica, unida a l'acabo onyx del grec que significa urpa, traduint-se com “l'urpa d'Escipió” i el gènere samniticus pel samni, regió on fou oposat. L'espècimen és popularment sobrenomenat "Skippy".
Només s'ha descobert un exemplar jove, notable per la preservació del teixit tou dels seus òrgans interns. Solament es va trobar un exemplar jove que intervé 23 centímetres de llarg i 15 d'alt, per la qual cosa s'estima que un adult arribo als 2 metres de llarg, 0,70 d'alt i a pesar 20 quilograms.